# سوتی مانیاکاس
سوتی مانیاکاس (زاده ۱۰ اوت ۱۹۳۸) یک دونده دو سرعت تایلندی است. وی در المپیک تابستانی ۱۹۶۰ و المپیک تابستانی ۱۹۶۴ در دوی ۱۰۰ متر به رقابت پرداخت.